# Batalla de Campo Grande
La Batalla de Campo Grande de la Guerra del Chaco, entre Bolivia y el Paraguay, se produjo en la primera quincena de septiembre de 1933. Una división paraguaya cercó a dos regimientos bolivianos que defendían los sectores de avanzada del fortín Alihuatá, que se rindieron el día 15 de septiembre de 1933. Desde el punto de vista estratégico constituye el momento de inflexión entre la "defensa activa" y el retorno a la ofensiva del ejército paraguayo.

## Antecedentes
"“La que Kundt llamó “batalla gigante de Gondra”, se convirtió para él en una obsesión, y puso un empeño apasionado en prepararla en las mejores condiciones, a fin de asegurar el éxito. […] en lo íntimo de su conciencia, cifraba en el resultado favorable de esta acción el desquite para todos los desastres ocurridos bajo su dirección, y el recobro con creces de su prestigio. […] Tenía un concepto optimista a favor de las superiores condiciones que atribuía a las fuerzas bajo su mando en relación a las adversarias”. (Alvéstegui, 1970, p. 263, vol. 4)

Por consiguiente, las necesidades operativas de la batalla de Gondra-Bullo obligó al general Hans Kundt, comandante del ejército boliviano, a extraer tropas de la 9.ª División, al mando del coronel Carlos Banzer, que defendía Alihuatá, dejando la zona adelantada de ese fortín con tres unidades separadas entre sí. Cerca de Arce, sobre el camino que venía de Alihuatá, se hallaban 700 hombres del regimiento RI-27 "Chacaltaya" al mando del mayor Arauz. Cinco kilómetros a la izquierda, en Campo Grande, estaba desplegado el regimiento RC-2 "Ballivián", al mando del teniente coronel González Quint. En el extremo derecho de esta especie de abanico, a 4 kilómetros del "Chacaltaya", en Pozo Favorito (Charcas), estaba una compañía del regimiento RI-18 "Junín".
Las patrullas paraguayas constataron los pocos soldados  y el aislamiento de estos tres núcleos defensivos por lo que el coronel José Félix Estigarribia, comandante del ejército paraguayo, planeó que la 7.ª División, al mando del teniente coronel Ortiz, realizara tres cercos al mismo tiempo. Pese a que los bolivianos detectaron el aumento de patrullas enemigas hacia el norte y noroeste y que la aviación detectó una picada camionable y pozos artesianos en construcción, las patrullas enviadas por el regimiento RI-27 boliviano para confirmar esos movimientos no detectaron nada. Resultó evidente que la 9.ª División boliviana ya no disponía de oficiales capacitados para este tipo de misión y que  Kundt no le prestaba atención a los informes de la aviación. Por otra parte Kundt asumía que cualquier movimiento de tropas paraguayas hacia otro sector que no fuera Gondra-Bullo favorecía sus planes.

## Ataque distractivo en el centro
El 30 de agosto de 1933, mientras Kundt dirigía personalmente el ataque en la zona de Gondra-Bullo, la artillería paraguaya comenzó el ablandamiento de las trincheras del regimiento "Chacaltaya". Al mismo tiempo la infantería se abrió por ambos costados, salió a su retaguardia y cortó el camino que lo conectaba con Alihuatá. Un pequeño destacamento boliviano, al mando del subteniente Pedro Tardío, salió rápidamente de Alihuatá para socorrer al "Chacaltaya" pero no consiguió despejar ese camino. Tardío falleció en el ataque. Un destacamento más fuerte, compuesto de 2000 hombres, pertenecientes a los regimientos RI-18 "Junín" y RI-6 "Campos", lograron despejar de fuerzas enemigas las espaldas del "Chacaltaya".  Estas fuerzas volvieron luego a su posición inicial dejando nuevamente solo al "Chacaltaya". 
El teniente coronel Ortiz siguió insistiendo en esta operación puramente distractiva. Días después el teniente coronel Toro, jefe de operaciones de Kundt, recibió en Muñoz un pedido urgente de refuerzos de la 9.ª División porque el "Chacaltaya" estaba siendo nuevamente rodeado y a su vez, en Campo Grande, el regimiento "Ballivián" notaba una mayor actividad enemiga. Toro decidió mover hacia Alihuatá al regimiento RI-4 "Loa", que pertenecía a la 4.ª División y que estaba de reserva en Gondra. Debía pedir autorización a Kundt que había ordenado que no se lo utilizara sin su aprobación. Mientras tanto la situación del "Ballivián" y el "Chacaltaya" se fueron agravando progresivamente. A la noche del día 6 de septiembre, el regimiento "Loa", al mando del teniente coronel José Capriles, llegó a Alihuatá y se ubicó hacia el este para vigilar la picada que sale de Alihuatá hacia Pozo Favorito (Charcas). No recibió agua por lo que tuvo que limpiar un pozo antiguo existente en el lugar. A las 20:00 horas, Capriles recibió la orden de enviar soldados hacia Pozo Favorito (Charcas) y destacó hacia ese lugar a la compañía Zambrana, por ser la más numerosa. Este movimiento hacia la derecha resultó ser a posteriori un paso en falso.

## Ataque principal en Campo Grande
Sin tener la autorización de Kundt, Toro movió al resto del regimiento "Loa" hacia Campo Grande en ayuda del "Ballivián". Molesto por esta decisión, Kundt viajó a Alihuatá para analizar la situación con el coronel Carlos Banzer. Ambos estimaron erróneamente que el centro de gravedad del ataque enemigo era el que se dirigía contra el regimiento "Chacaltaya". Sin embargo, era en el ala izquierda, en Campo Grande, donde operaba casi toda la reforzada 7.ª División paraguaya con unos 3000 soldados.
El 9 de septiembre de 1933, a las 08:25 horas, el coronel Banzer informó a Kundt que una patrulla había chocado a 1,5 km al norte de Charcas con una fuerte fracción enemiga pero que en los demás sectores había calma. Veinte minutos después la situación había cambiado radicalmente: 

"Horas 08:45, "Alarmados y sin poder articular palabra, comunican por teléfono, desde Campo Grande, que desde hace un momento se oye fragor fuerte combate de fuegos y con morteros en Puesto "M"" [...] 
Horas 10:00, habla desde [Pozo Favorito] Charcas subteniente Tovar con Jefesmadiv [Rogelio Ayala Moreira]: "Al parecer nos atacan dos compañías paraguayas con morteros". 
Ayala [responde]: "No creo, es mucho; si apenas se escucha ruido de combate, será cuanto más una compañía reforzada. ¿De donde pueden sacar tanta gente?". (Tovar Villa, 1966, p. 149)

El primer ataque paraguayo en el sector "M", puesto adelantado de Campo Grande, con gran cantidad de automáticas y morteros había aniquilado gran parte de la pequeña fracción boliviana comandada por el mayor Sánchez que defendía el lugar. Totalmente desmoralizado, Sánchez ordenó la retirada hacia Puesto Pantoja distante 3 km hacia el suroeste.  El ataque se produjo cuando este oficial inspeccionaba la línea y lo afectó de tal manera que sufrió una crisis nerviosa de tipo persecutoria pidiendo su inmediato relevo porque decía que sus hombres lo querían matar. Al día siguiente un batallón y un pequeño escuadrón tuvieron que abandonar Puesto Pantoja ante el peligro de ser rodeados.  
En la noche del 10 de septiembre, los soldados del regimiento "Loa" llegaron al frente de Campo Grande en malas condiciones físicas: 

La tropa no podrá responder en esta jornada por estar completamente débil, lo peor es que esta enferma con disentería a consecuencia de la mala agua que ha tomado en Alihuatá. Coronel boliviano José Capriles L. (1936, p. 39)

Las primeras palabras del teniente coronel González Quint a su colega Capriles no fueron nada alentadoras: 

"Te mandan a fracasar, la situación [aquí] es extremadamente grave y no se la puede remediar sino con mucha tropa". (Capriles L, 1936, p. 11)

El día 11 el teniente Pantoja informó a Capriles de que las fuerzas paraguayas en su frente totalizaban unos 3000 hombres.
  
Pese a estos datos y sin darle tiempo para organizarse en su nueva posición, Ayala Moreira le ordenó a Capriles que apurara la recuperación de los puestos ¨Pantoja¨y ¨M¨ pero este no pudo evitar que el enemigo lo superara por los flancos. En el intento fue herido al chocar imprevistamente con una patrulla. El desconcertado coronel Banzer viajó a Campo Grande para analizar in situ la grave situación. Allí corroboró lo que decían sus subordinados. A su regreso a Alihuatá fue detectado por patrullas avanzadas paraguayas que ya se disponían a cerrar también el camino de Campo Grande a Charata, a pocos kilómetros del punto denominado "J":

‘’Vimos pasar un camión con un oficial alto y rubio y de alguna edad, supusimos que era un jefe de alta graduación, pero nos abstuvimos de cuatrerearlo para no denunciar nuestra presencia y perjudicar la maniobra, pues esperábamos tener por lo menos un regimiento detrás [...] cosa que conseguimos esa noche‘’. Informe patrulla paraguaya en (Querejazu Calvo, 1981, p. 226) y en (Antezana Villagrán, 1984, p. 182)

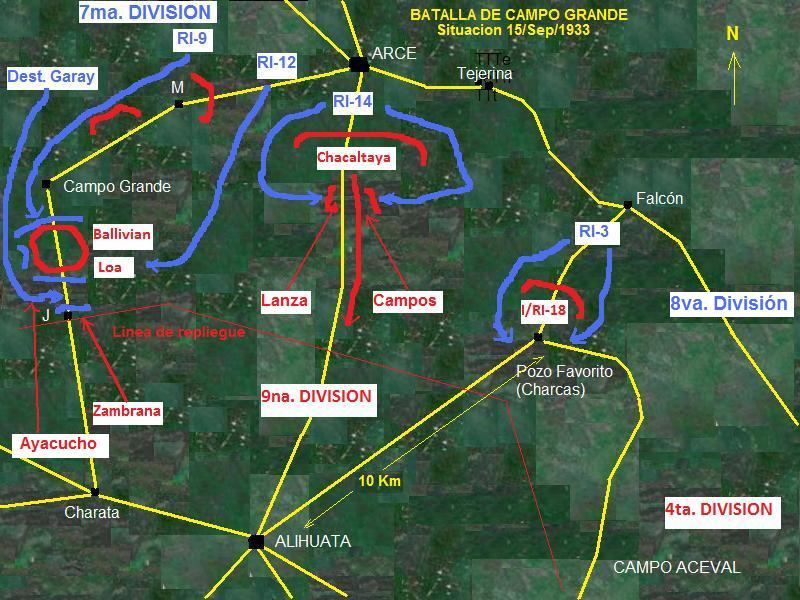
Situación al 15 de septiembre de 1933. Rojo=Fuerzas bolivianas. Azul=Fuerzas paraguayas.

El teniente coronel Toro, en su comunicación telefónica con Banzer, desestimó las advertencias del jefe de la 9.ª División sobre la importancia de las fuerzas enemigas en su ala izquierda, lo acusó de alarmista y de confundir patrullas con regimientos enemigos. "Les aconsejo estar tranquilos, tomar bromuro y no dejarse contagiar con ese espíritu derrotista", le dijo Toro desde Muñoz repitiendo lo que pensaba Kundt de la situación. Banzer le contestó que "mejor era creer lo que estaba viendo y no desestimar las posibilidades enemigas que cuenta con numerosas tropas". "¡Utopías!", respondió Toro y cortó el teléfono. Una hora después Toro habló con el mayor Rogelio Ayala Moreira, jefe del Estado Mayor de la 9.ª División, y volvió a repetir lo mismo.

## El cerco se cierra
El 12 de septiembre de 1933, el camino de Campo Grande a Charata fue ocupado por fuerzas paraguayas al mando del teniente coronel Eugenio Garay, quedando los regimientos "Ballivián" y "Loa" completamente rodeados. 

‘’A horas 07:00 del 12, el telefonista de "J" dio parte de haberse cortado la comunicación con Campo Grande, momento del cual no se volvió a recibir ningún parte, ni fue posible la reposición de municiones‘’. (Ayala Moreira, 1959, p. 306)

 La presión paraguaya se hizo cada vez más intensa tanto por el norte como por el este. Para liquidar la batalla y evitar el accionar de nuevos refuerzos, un ataque paraguayo quebró la línea del "Ballivián" por lo que se tuvo que emplear personal de cocina y estafetas para cerrar la brecha. Los comandantes cercados no pidieron más ayuda pues Banzer les había dicho que la 9.ª División ya no tenía  reservas y que solo podía ayudar al regimiento "Chacaltaya" que defendía el camino de Arce a Alihuatá desde donde se asumía que venía el ataque principal. 
Desde el punto de vista estratégico Kundt siguió insistiendo en que toda la operación paraguaya frente a la 9.ª División era una acción meramente distractiva que el enemigo realizaba para aliviar su frente en la zona de Gondra-Bullo y que él no caería en ese juego. Por consiguiente, ordenó a Banzer que las tropas sostuvieran sus posiciones. El teniente coronel Capriles no se animó a intentar, por su cuenta, una ruptura pese a que sabía que era lo más razonable antes de que los efectos del cerco y la falta de agua lo paralizaran por completo.
Al atardecer del segundo día del cerco, las fuerzas rodeadas en Campo Grande oyeron ruidos de combate desde el sector ¨J¨, al norte de Charata. Era la compañía Zambrana del regimiento "Loa", enviada erróneamente a Pozo Favorito (Charcas) y que ahora volvía en socorro de los sitiados. Luego de media hora el ruido cesó: el capitán Julio Zambrana Bayá y muchos de sus hombres sucumbieron en el intento de ruptura.

‘’El cadáver sangriento de Zambrana fue sacado por los camilleros en presencia del general Kundt. Había recibidio un certero tiro en el cuello...‘’. (Antezana Villagrán, 1982, p. 188 vol. 2)

Al amanecer del día 13 llegó desde Nanawa un batallón del regimiento RI-8 "Ayacucho" y fue enviado hacia el norte de "J". Lo mismo ocurrió con un segundo batallón de la misma unidad. A mediodía Kundt se hizo cargo de la dirección de las operaciones.

"Vana esperanza. Aguardábamos el golpe y estabamos listos para repelerlo. El "Ayacucho" solo consiguió estrellarse y dejar 200 cadáveres, incluso 7 oficiales en el campo y numeroso armamento". Teniente coronel paraguayo Carlos Fernández en (Capriles L., 1936, p. 78)

 El teniente coronel Ortiz había establecido tres líneas en ese sector, una mirando hacia Alihuatá ―para detener a las fuerzas bolivianas de socorro que pudiesen venir desde ese fortín, otra acosando a los sitiados, y una tercera, en el medio, para ir y venir en apoyo de una u otra pared.
Algunos aviones bolivianos lograron arrojar bolsas de coca a los cercados. El 15 de septiembre, el tercero del cerco, debido a la alta temperatura,  la sed castigó a las tropas bolivianas que solo disponían de medio jarro de agua por día, por persona. Esto también dificultó a los soldados consumir los alimentos.

Día 14. A horas 17:00 , traen un poco de agua, la distribución me ocasiona varias bajas, porque todos se desesperan. No quieren la coca que nos largaron los aviones, ni cigarrillos… algunos soldados hasta me desconocen, otros solo lloran.

[Día 15] A horas 10:00 , hablo con el mayor Cárdenas. Los soldados solo atinan a gritar «¡agua! ¡agua! ¡agua!». Y los ‘’pilas‘’ se las ofrecen, amenazándolos además con el degüello… A las 12:00 , los ‘’pilas‘’ entran por asalto por el lugar del corral… los ‘’pilas‘’ dan otro asalto en todo el frente Este… Salen tres hombres de la línea, uno de ellos herido. El otro, un sargento que me dice: «Los ‘’pilas‘’ han entrado y se los han llevado a todos… los pocos que quedamos resolvemos salir hacia el comando» […] al entrar en una ralada sentí un manotón, y me intimaron a que me rindiese… ya estaba todo perdido. Diario del subteniente Benigno Guzmán en (Querejazu Calvo, 1981, p. 227)

El subteniente Guzmán ignoraba que en ese instante, en el puesto de mando del teniente coronel Capriles, ya estaba en curso la rendición de las fuerzas cercadas.

## La rendición
El 15 de septiembre, a las 10:00 horas, a varios kilómetros a la derecha, en Pozo Favorito (Charcas), la reducida compañía del RI-18 boliviano "Junín" más fracciones del RC-5 boliviano "Lanza", se rindieron. Los paraguayos transmitieron esta noticia de viva voz a los oficiales bolivianos cercados en Campo Grande invitándolos a hacer lo mismo. En el sector oeste, un oficial paraguayo planteó formalmente la rendición de las unidades bolivianas dando una hora para la respuesta. La presión paraguaya se dejaba sentir en todas partes y muchos soldados bolivianos, desesperados por la sed, se iban entregando en grupos.

A las 12:30  horas, más o menos, se presentó el teniente Armando Pantoja del "Ballivián" indicando que un oficial paraguayo, en el campo de nadie, pidió hablar con el teniente coronel González Quint, intimando de paso a la tropa que les daba una hora de término para que se rindiesen, que sabían que no disponíamos de una sola gota de agua y que la mayoría estaba agonizando. (Fernández, 1962, p. 185 vol. 3)

Después de consultar con sus oficiales, el teniente coronel Capriles aceptó entrevistarse con un parlamentario enemigo. Y mientras los aviones bolivianos arrojaban latas de conserva y los soldados paraguayos ofrecían algo de agua a las tropas bolivianas, el teniente coronel paraguayo Eugenio Garay ingresó al puesto de mando boliviano donde los oficiales enemigos lo esperaban para firmar el acta de capitulación. Mientras esta se redactaba lentamente a mano, el comandante boliviano seguía atentamente un fuerte combate que en su ayuda se desarrollaba hacia el sur. Finalmente, luego de discutir cada cláusula y sin ninguna esperanza de ser rescatado, Capriles firmó la rendición a las 16:30 horas. Estas largas horas de espera pusieron nervioso al teniente coronel Ortiz que quería dar por terminada la batalla de una vez por todas.

Por fin a las 17:00  horas viene llegando el teniente coronel Garay con los jefes enemigos prisioneros: teniente coronel José Capriles, Rafael González Quint, mayor Cárdenas, capitán Tejerina [...]. Coronel paraguayo Fernández (1962, p. 181 vol. 3)

Un total de 509 soldados capitularon, entre ellos 2 jefes, 11 oficiales, 3 cirujanos y 10 suboficiales.
En el centro, el regimiento "Chacaltaya" logró salir del segundo cerco con la ayuda de dos regimientos. El agotado regimiento "Campos", que se venía desplazándo y combatiendo sin parar desde dos meses atrás, realizó tres ataques consecutivos con graves bajas pero no pudo desalojar a la tenaz unidad paraguaya que, totalmente rodeada, hacía de tapón en la retaguardia del Chacaltaya. Finalmente fracciones del regimiento "Lanza", al mando del capitán Busch, luego de hacer un amplio rodeo, abrió una senda por un costado por donde el Chacaltaya pudo escapar.
En el reparto de responsabilidades por la derrota, Kundt cargó contra Ayala Moreira, el jefe del Estado Mayor de la 9.ª División. Lo mismo había hecho con Bilbao Rioja en la batalla de Campo Jordán y con Barrientos en el fracasado ataque al fortín Fernández (Herrera).  Kundt ocultó los resultados a Salamanca: no mencionó la rendición en Pozo Favorito (Charcas), recalcó la liberación del "Chacaltaya" y con respecto a lo sucedido en Campo Grande dijo:

Ocurrió un hecho absolutamente insospechado e inexplicable. Después de combate victorioso, considerables fracciones de regimientos "Loa" y "Ballivían" se dejaron [sic] rodear completamente. Kundt a Salamanca en (Querejazu Calvo, 1990, p. 86)

A fines de septiembre, en una reunión en Saavedra, el general Kundt volvió a insistir en que los efectivos paraguayos no eran superiores al boliviano. Sostuvo que el contraste en Campo Grande cuanto mucho solo había alargado la guerra en unos meses y que mientras tanto pasaría a la defensiva para retomar luego la iniciativa.

## Conclusiones
Con la captura de Campo Grande, el ejército paraguayo liberó la zona de Arce y controló los caminos de Arce a Fernández y de Arce a Puesto Sosa y Muñoz, condiciones indispensables para emprender un posterior avance hacia el sur.  Además, esta batalla, pese a las pequeñas unidades empeñadas en la misma, marcó el cambio de estrategia del ejército paraguayo. El coronel Estigarribia pudo evaluar el estado en que se encontraba la capacidad operativa del ejército enemigo. Observó las reacciones lentas y dubitativas del comando boliviano ante lo sorpresivo del ataque paraguayo, su vuelta a la táctica de enviar refuerzos en pequeñas cantidades y cuando la situación era casi desesperante. Asimismo pudo costatar, en los prisioneros capturados, el cansancio y la creciente desmoralización que cundía en los oficiales y soldados bolivianos, que desconfiaban cada vez más de las órdenes que recibían de sus altos mandos. El teniente coronel paraguayo Ortiz, a cargo de toda la operación, ocultó hasta el final la dirección principal de su ataque, logrando que el enemigo distribuyera inadecuadamente sus fuerzas.
En mérito a sus respectivas actuaciones los oficiales responsables fueron ascendidos al grado inmediato superior. José Félix Estigarribia fue ascendido a General y sería el único oficial con ese rango en el ejército paraguayo en operaciones hasta terminar la guerra.